# Leopold Carl-Müller
Leopold Carl Müller (Dresden, 9 de Dezembro de 1834 - Viena, 4 de Agosto de 1892) foi um proeminente pintor orientalista e paisagista austríaco nascido em terras alemãs.
Filho de um litografista emigrado na Alemanha, estudou com Carl von Blass na Academia de Viena.
Durante esta formação na Academia da próspera cidade austríaca, recebeu várias bolsas de estudo com as quais viajou para a Itália, para a Hungria e, mais frequentemente, para o Egipto, onde concretizou a maioria das suas obras. 
Tornou-se, em 1878, professor da mesma academia.